# Голубное (Ровненский район)
Голубное (укр. Голубне) — село в Березновской городской общине Ровненского района Ровненской области Украины.
До 2020 года входило в Березновский район.
Население по переписи 2001 года составляло 685 человек. Почтовый индекс — 34632. Телефонный код — 3653. Код КОАТУУ — 5620483201.